# Cala Montgó
La cala Montgó es troba administrativament al municipi de Torroella de Montgrí, tot i que és més propera al nucli de l'Escala. Des del passeig marítim de l'Escala, on s'instal·la un mercat els diumenges al matí, s'hi pot accedir a peu per un camí de ronda. També s'hi pot accedir en cotxe, a un quilòmetre del port esportiu de l'Escala. Ja quan es davalla per la carretera d'accés s'hi van trobant diversos càmpings.
Geològicament, correspon a les estivacions més septentrionals del massís del Montgrí essent de llarg la cala més accessible i gran de les que hi ha en aquest tram feréstec de la Costa Brava. És orientada a llevant i pel nord la culmina la punta Montgó (96 msnm), coronada per una torre de guaita fortificada de l'època moderna. Pel sud tanca la cala la punta Milà a uns 1,1 km de la platja.
Tot i que la majoria de la costa és rodejada d'escarpats penya-segats calcaris la platja és de sorra de gra fi. Les aigües són transparents i tranquil·les, car es troba arrecerada dels temporals de tramuntana tan habituals a l'Empordà.
Per aquesta platja passa el camí de ronda, actualment denominat GR 92, que recorre el litoral català des de Portbou, a la frontera francesa, fins a Ulldecona, tot just passat el Delta de l'Ebre.
És guardonada amb la Bandera Blava, que reconeix internacionalment la qualitat de l'aigua i serveis.